# Mistrzostwa Polski w piłce siatkowej kobiet (1953)
Mistrzostwa Polski w piłce siatkowej kobiet 1953 – 17. edycja rozgrywek o mistrzostwo Polski w piłce siatkowej kobiet. Rozgrywki miały formę turnieju rozgrywanego w Szczecinie.

## Rozgrywki

### Wyniki
| Data       | Drużyna 1        | Wynik | Drużyna 2        | Sety                             |
| ---------- | ---------------- | ----- | ---------------- | -------------------------------- |
| 04.10.1953 | Kolejarz Gdańsk  | 3:2   | AZS AWF Warszawa | 15:7, 4:15, 15:7, 10:15, 15:6    |
| 04.10.1953 | Spójnia Warszawa | 3:1   | Unia Łódź        | 15:4, 15:2, 10:15, 15:7          |
|            |                  |       |                  |                                  |
| 05.10.1953 | Kolejarz Gdańsk  | 3:0   | Unia Łódź        | 15:1, 15:8, 15:8                 |
| 05.10.1953 | Spójnia Warszawa | 3:2   | AZS AWF Warszawa | 11:15, 15:13, 15:5, 12:15, 15:10 |
|            |                  |       |                  |                                  |
| 06.10.1953 | AZS AWF Warszawa | 3:0   | Unia Łódź        | 15:12, 15:5, 15:5                |
| 06.10.1953 | Kolejarz Gdańsk  | 3:1   | Spójnia Warszawa | 15:7, 15:10, 13:15, 15:6         |

### Tabela
| Lp. | Drużyna          | Pkt | Mecze | Mecze | Mecze | Sety | Sety | Sety  |
| Lp. | Drużyna          | Pkt | M     | W     | P     | wyg. | prz. | ratio |
| --- | ---------------- | --- | ----- | ----- | ----- | ---- | ---- | ----- |
| 1   | Kolejarz Gdańsk  | 6   | 3     | 3     | 0     | 9    | 3    | 3.000 |
| 2   | Spójnia Warszawa | 5   | 3     | 2     | 1     | 7    | 6    | 1.167 |
| 3   | AZS AWF Warszawa | 4   | 3     | 1     | 2     | 7    | 6    | 1.167 |
| 4   | Unia Łódź        | 3   | 3     | 0     | 3     | 1    | 9    | 0.111 |

## Klasyfikacja końcowa
| Miejsce | Drużyna          |
| ------- | ---------------- |
| 1.      | Kolejarz Gdańsk  |
| 2.      | Spójnia Warszawa |
| 3.      | AZS AWF Warszawa |
| 4.      | Unia Łódź        |